# Карл III Пармський
Фердинандо Карло III Бурбон-Парма (італ. Ferdinando Carlo III di Borbone-Parma; нар. 14 січня 1823 — пом. 27 березня 1854) — герцог Пармський з 1849 по1854 рік.
Син герцога Карла II та Марії Терези Савойської, дочки Віктора Емануїла I, короля Сардинії. У 1845 році одружився з французькою принцесою Луїзою-Марією д'Артуа. 
У 1849 році батько зрікся престолу на його користь. Проявив себе як марнотратник і жорстокий володар; був убитий на вулиці невідомим зловмисником.

## Родина
Дружина — Луїза-Марія д'Артуа. 
Діти:
- Маргарита (1847—1893) — дружина Карлоса Молодшого, графа Мадридського, претендента на іспанський трон від партії карлістів;
- Роберто (1848—1907) — герцог Парми у 1854—1859 роках;
- Аліса (1849—1935) — дружина останнього великого герцога Тоскани Фердинанда IV;
- Енріко (1851—1905) — був двічі одруженим, дітей не мав.